# Siphocampylus uncipes
Siphocampylus uncipes är en klockväxtart som beskrevs av Mcvaugh. Siphocampylus uncipes ingår i släktet Siphocampylus och familjen klockväxter. IUCN kategoriserar arten globalt som akut hotad.
Artens utbredningsområde är Ecuador. Inga underarter finns listade i Catalogue of Life.